# 2002 Euler
2002 Euler è un asteroide della fascia principale interna. Scoperto nel 1973, presenta un'orbita caratterizzata da un semiasse maggiore pari a 2,416965 UA e da un'eccentricità di 0,069903, inclinata di 8,502223° rispetto all'eclittica. Ha un diametro di 19,773 km, un periodo di rotazione di 5,9929 ore e un'albedo di 0,042.
Il suo nome è dedicato al matematico e fisico svizzero Eulero.